# Fairey Spearfish
El Fairey Spearfish fue un torpedero/bombardero en picado embarcado monomotor británico, encargado a Fairey Aviation para la Fleet Air Arm durante la Segunda Guerra Mundial. Diseñado durante la guerra, el prototipo no voló hasta julio de 1945. Mucho más grande que los bombarderos navales anteriores, fue diseñado para su uso a bordo de los grandes portaaviones de la Clase Malta, que fueron cancelados tras la guerra, y por lo que también fue cancelado. Se encargaron siete prototipos, pero sólo se construyeron cinco, de los cuales cuatro llegaron a volar. Se utilizaron principalmente para realizar trabajos experimentales hasta que el último avión fue desguazado en 1952.

## Diseño y desarrollo
El Spearfish fue diseñado por Fairey Aviation según la Especificación O.5/43 del Almirantazgo como reemplazo del Fairey Barracuda en el papel de torpedero/bombardero en picado. En comparación con el Barracuda, el Spearfish tenía un motor mucho más potente, un compartimento de armas interno y un radar de búsqueda de superficie retráctil ASV Mk.XV montado detrás del compartimento de bombas. El Spearfish era un 50 % más grande grande que el Barracuda, ya que fue diseñado para ser operado desde los portaaviones Clase Malta de 46 000 t, entonces en desarrollo.
En agosto de 1943, la compañía recibió un pedido de tres prototipos para ser construidos según la Especificación O.5/43. El primer prototipo, matrícula RA356, fue construido en la fábrica de Fairey en Hayes y voló por primera vez el 5 de julio de 1945 desde el aeródromo de Heston; los otros dos no volaron hasta 1947. En noviembre de 1943, la compañía recibió la orden de construir una variante de entrenamiento de bombardeo en picado de doble control según la Especificación T.21/43 y esta se construyó en la fábrica de Heaton Chapel y se ensambló y voló en Ringway el 20 de junio de 1946. Tres aviones de desarrollo más fueron ordenados en mayo de 1944 para ser construidos en Heaton Chapel; los dos últimos serían equipados con un motor Rolls-Royce Pennine; sólo se construyó el primer avión con motor Centarus, pero nunca voló.
Se emitieron encargos de producción para 150 aviones que se construirían en Heaton Chapel; los primeros diez aviones estaban destinados a utilizar motores radiales Bristol Centaurus de 1900 kW (2600 hp), Centaurus 59 en los siguientes 22 y Centaurus 60 en los restantes. Además, se ampliarían los flaps y el control lateral se proporcionaría mediante espóileres con pequeños alerones "sensibles". Con la cancelación de los portaaviones Clase Malta, la Fleet Air Arm dejó de necesitar nuevos torpederos y el programa fue cancelado. Los trabajos en los otros dos prototipos construidos en Hayes continuaron tras la cancelación del contrato, aunque a un ritmo muy lento.
El piloto de pruebas y aviador naval capitán Eric Brown evaluó el primer prototipo y encontró que "los controles en vuelo de crucero eran muy pesados y, de hecho, el control lateral era tan sólido que apenas podía mover los alerones con una mano a 240 km/h". Con mal tiempo, un piloto que sobrevolara un portaaviones mientras esperaba para aterrizar se habría visto obligado a volar un circuito tan amplio que no siempre podría mantenerlo a la vista. Los prototipos posteriores tenían alerones movidos por energía hidráulica y sensación artificial en la palanca de mando mediante un muelle, como medida provisional, pero Brown descubrió que "el segundo prototipo era un avión mucho menos agradable de volar, ya que la palanca de mando oscilaba continuamente a ambos lados del punto muerto y no se acumulaba fuerza en la palanca al aumentar la velocidad". El Spearfish carecía de cualquier tipo de aviso de entrada en pérdida, lo que habría sido un problema en el uso operativo, ya que las velocidades de pérdida y de aproximación eran bastante similares. Para el aterrizaje, el avión demostró ser bastante dócil.
El primer prototipo fue utilizado posteriormente por Napier & Son en Luton para realizar pruebas de sus sistemas de deshielo en vuelo. Posteriormente, se utilizó brevemente para entrenamiento en tierra a partir del 30 de abril de 1952, hasta su desguace poco después. El segundo prototipo fue utilizado por la Unidad de Pruebas de Portaaviones de la Marina Real Británica en RNAS Ford, Sussex, hasta su desguace el 15 de septiembre. El tercer prototipo realizó pruebas de radar del ASV Mk.XV, pero resultó dañado en un aterrizaje forzoso el 1 de septiembre de 1949 y se vendió como chatarra el 22 de agosto de 1950 por resultar antieconómico repararlo. El cuarto prototipo nunca llegó a volar y se utilizó como fuente de repuestos. El único avión construido por Heaton Chapel fue el más cercano a la configuración de producción planificada y se utilizó para realizar pruebas de refrigeración de motores y controles de vuelo asistidos, hasta su baja en lista el 24 de julio de 1951.
Posteriormente, para cubrir la Especificación O.21/44 para un caza de ataque biplaza, el Spearfish fue rediseñado para incorporar un motor Rolls-Royce Merlin de doble acoplamiento y hélices contrarrotativas. Se consideraron diversos motores y, aunque se emitió un pedido de producción para tres ejemplares en 1944, el programa finalmente se archivó, quedando como un proyecto en papel sin completar.
El Spearfish era un monoplano de ala media cantilever con fuselaje monocasco totalmente metálico. La sección central del ala se construyó integrada en el fuselaje y los paneles exteriores del ala se podían plegar hidráulicamente para operaciones en portaaviones. Una característica distintiva del ala eran los grandes flaps Fairey-Youngman, que cubrían el 73,5 % de su borde de salida. El Spearfish contaba con un tren de aterrizaje convencional retráctil hacia afuera con rueda de cola. Las alas albergaban un par de depósitos de combustible de 830 L, más un depósito de 200 L en el borde de ataque del ala de estribor, para un total de 1860 L de combustible. La cabina en tándem para dos tripulantes tenía una cubierta operada hidráulicamente.
El gran compartimento interno para armas podría transportar alternativamente hasta cuatro bombas de 230 kg, cuatro cargas de profundidad, un torpedo o un depósito de combustible auxiliar de 820 L. El Spearfish estaba diseñado para llevar cuatro ametralladoras Browning M2 de 12,7 mm, dos en una barbeta Fraser-Nash FN 95 controlada a distancia detrás de la cabina y dos en las alas. El único armamento ofensivo externo eran 16 cohetes RP-3 que podían transportarse bajo los paneles exteriores de las alas.

## Operadores
Reino Unido
- Marina Real (Fleet Air Arm)

## Especificaciones (Spearfish)
Referencia datos: Fairey Aircraft Since 1915 & The Spearfish ... A Misconceived Welterweight

### Características generales
- Tripulación: Dos
- Longitud: 13,6 m (44,6 ft)
- Envergadura: 18,4 m (60,2 ft)
- Altura: 4,1 m (13,5 ft)
- Peso vacío: 6895 kg (15 196,6 lb)
- Peso cargado: 9817 kg (21 636,7 lb)
- Peso máximo al despegue: 10 017 kg (22 077,5 lb)
- Planta motriz: 1× motor radial de 18 cilindros en dos filas refrigerado por aire Bristol Centaurus 57.
  - Potencia: 2107 kW (2905 HP; 2865 CV)
- Hélices: Rotol VH 65 de 5 palas
- Diámetro de la hélice: 4,3 m
- Capacidad de combustible: 1860 L

### Rendimiento
- Velocidad máxima operativa (Vno): 470 km/h (292 MPH; 254 kt)
- Velocidad crucero (Vc): 315 km/h (196 MPH; 170 kt)
- Alcance: 1667 km (900 nmi; 1036 mi)
- Alcance en combate: 562 km
- Techo de vuelo: 7600 m (24 934 ft)
- Tiempo a a ltitud: 7,75 min para 3000 m (10 000 pies)

### Armamento
- Ametralladoras: 

  - 4x Browning M2 de 12,7 mm, dos en las alas y dos en barbeta dorsal Frazer-Nash FN95 de control remoto
- Bombas: en bodega interna:

  - 1 torpedo o
  - 907 kg de bombas o cargas de profundidad
- Cohetes: 

  - 16x RP-3 en raíles subalares

## Aeronaves relacionadas

### Aeronaves similares
- Curtiss XBTC
- Douglas A-1 Skyraider
- Douglas XTB2D Skypirate
- Grumman AF Guardian
- Grumman TBF Avenger
- Martin AM Mauler
- Aichi B7A
- Blackburn Firebrand
- Blackburn Firecrest
- Westland Wyvern